# 二つ星
二つ星は、花盛歩(Vocal/Guitar)と川崎貴広(Vocal/Guitar)の二人からなる男性アコースティックデュオ（後のベーグルコンティニュード、現アシガルユース）。

## 概要
1999年5月、毎週金曜の夜中に1週間の仕事のストレスを発散する趣味として川崎（辻調理師学生）と花盛（某電力会社）でゆずをコピーしていたが、川崎の仕事の都合でその発散活動が出来なくなる。2000年春からは、花盛は一人でたまに夜中に川西で歌っていたが、夏に同じ路上で濱田と出会い「二つ星」を結成し音楽活動を始める。その後2001年春に川崎は仕事をやめ「二つ星」に合流するが、一ヶ月後の2001年5月に濱田が脱退して事実上メインボーカルが抜けた二つ星はそこで解散となる。が、川崎の熱い一言に花盛が感動し、名前をそのままにして2001年6月から花盛と川崎で、新にプロを目指す為の活動を始める。その時に川崎が言った言葉は、花盛曰く「まさにプロポーズされたみたい」だった。
2002年10月、ライブハウス「フォーキーズ」のストリート大会に出場し優勝。曲は「マグナム44」。優勝賞品としてオーナーから12弦ギターをもらい、さらにオムライスもごちそうになる。
2002年11月5日、ライブハウス「ブラントン」のオムニバスCD『CRYSTALS OF DREAM vol.6』に参加し、レコ初ライブを神戸チキンジョウジで行った。

## ディスコグラフィー

### アルバム
- 『愛する人へ』（2001/08 発売）※自主制作CD

```
01.決心
02.新たな出会い
03.恋するりんご
04.ペットショップ
05.愛する人へ
06.君に届け
07.つのり
08.3ポイントシュート
```

- 『CRYSTALS OF DREAM vol.6』（2002/11/05 発売）商品番号：TPL-02002

```
13.ティンカーベル
14.マグナム44
15.大きな木の下で
```

### 未収録曲
```
・永遠に
・TAXI
・まっさかサマー
・グレープデビル
・ぶっとべあんた
・夢をこの手に
・珈琲風味のチュウインガム
・君に届け
・カンフーマスター
・ワンダフルソング
・マダンナ
・天秤
・天使の翼舞い散る聖夜に
・らうみず
```